# Raven in the Grave
Raven in the Grave è il quinto album in studio del gruppo musicale rock danese The Raveonettes, pubblicato nel 2011.

## Tracce
1. Recharge & Revolt – 5:23
2. War in Heaven – 4:42
3. Forget That You're Young – 3:57
4. Apparitions – 3:55
5. Summer Moon – 3:04
6. Let Me on Out – 2:36
7. Ignite – 3:05
8. Evil Seeds – 4:17
9. My Time's Up – 4:43

## Formazione
- Sune Rose Wagner - chitarra, voce, altri strumenti
- Sharin Foo - voce, chitarra, percussioni, basso